# Sven Andersson (político)
Sven Olof Morgan Andersson (Gotemburgo, 5 de abril de 1910 – 21 de septiembre de 1987) fue un político sueco Socialdemócrata. Se desempeñó como Ministro de Defensa desde 1957 hasta 1973, y como Ministro de Asuntos Exteriores desde 1973 hasta 1976. Andersson también fue Ministro de Comunicaciones (Transporte) desde 1951 hasta 1957.
Durante este tiempo, como un destacado ministro del gabinete socialdemócrata, fue un fuerte anticomunista y halcón de defensa. Fue una figura clave en el IB affair, que se hizo público en Suecia en 1973.
Andersson fue uno de los editores en jefe de Stockholms-Tidningen, un periódico socialdemócrata.
Fue galardonado con el Illis quorum en 1987.

## Biografía
Andersson estudió en Nordiska folkhögskolan, después de lo cual trabajó como asistente de librería de 1925 a 1927, aprendiz de encuadernador de 1927 a 1929 y carpintero de construcción de 1929 a 1932. Más tarde, se convirtió en instructor en la sección local de ABF en Gotemburgo de 1932 a 1935. Entre 1935 y 1945, fue representante en el comité de trabajadores de Gotemburgo, miembro de la junta de Arbetarnas folkhögskola en Gotemburgo de 1935 a 1940. Durante los años 1934 a 1940, fue miembro de la junta de SSU, así como secretario del distrito de Gotemburgo del Partido Socialdemócrata de Suecia de 1929 a 1930 y su presidente de 1930 a 1938. Fue miembro del concejo municipal de Gotemburgo de 1939 hasta el 19 de diciembre de 1940. Entre 1941 y 1944, fue miembro de la segunda cámara y de la primera cámara a partir de 1948. En 1947, fue uno de los iniciadores de la formación de Folkreklam, que más tarde se convirtió en ARE-bolagen.
Fue consejero estatal consultivo de 1948 a 1951, con responsabilidad en asuntos de los ministerios de Finanzas y Defensa, ministro de Comunicaciones de 1951 a 1957, ministro de Defensa de 1957 a 1973, y ministro de Relaciones Exteriores de 1973 a 1976. También fue secretario del Partido Socialdemócrata de Suecia (s) de 1945 a 1948 y miembro del parlamento de 1941 a 1944 y de 1948 a 1979. Fue uno de los socialdemócratas más implicados con el IB, especialmente durante su tiempo como ministro de Defensa, pero también durante su período como secretario del partido socialdemócrata.

### 1973-1974
Después de las elecciones generales de 1973, Andersson fue nombrado por el primer ministro Olof Palme como ministro de Relaciones Exteriores. Entre sus primeros pronunciamientos en política exterior estuvo uno de diciembre de 1973 en el que afirmó que el gobierno sueco no consideraba que las empresas suecas debieran invertir en Portugal. En febrero de 1974, bajo su dirección, Grenada fue reconocida como un estado independiente por el gobierno sueco. En el mismo mes, el ministro de Relaciones Exteriores reconoció, a raíz de una observación del embajador finlandés Max Jakobson sobre la implicación del IB en Finlandia, que un barco de la Agencia de Radio de Defensa (FRA) había utilizado aguas territoriales finlandesas para obtener combustible y alimentos. Posteriormente, en marzo de 1974, se reanudaron las relaciones diplomáticas con los EE. UU. y el jefe del departamento político del Ministerio de Asuntos Exteriores, Wilhelm Wachtmeister, fue designado embajador de Suecia en Washington D. C.. En agosto de 1974, se reconoció a Guinea-Bisáu, y Andersson hizo un comentario al respecto. Dijo que el gobierno sueco había seguido con “la mayor simpatía” y había apoyado la lucha del movimiento de liberación PAIGC para liberar al país del “yugo colonial”. En septiembre de 1974, pronunció un discurso en la Asamblea General de la ONU, en el que, con el apoyo de la Carta de la ONU y principios de derecho internacional, criticó a los estados con recursos superiores. Los acusó de utilizar sus recursos superiores para influir en el desarrollo político interno de países más pequeños, aludiendo a la participación de la CIA en el golpe militar en Chile en septiembre de 1973. En noviembre de 1974, en un informe sobre el archivo de guerra finlandés, que había sido trasladado a Suecia en 1944, dijo que el fallecido en 1974 exjefe del Estado Mayor de Defensa C.A. Ehrensvärd había afirmado que ninguna autoridad militar u otra tenía responsabilidad sobre este archivo de guerra. El archivo de guerra se creía que contenía información importante sobre la entrada de Finlandia al lado de Alemania en la Guerra de Continuación durante la Segunda Guerra Mundial. Andersson dijo que Ehrensvärd le había dicho que, cuando se le preguntó por qué el archivo fue quemado en 1960, le había sido solicitado quemar los documentos.

### 1975
En un debate parlamentario en enero de 1975, declaró que Suecia había roto formalmente sus relaciones con el sur de Vietnam. El 27 de enero de 1975 se cumplían dos años desde la firma del alto el fuego entre las partes en conflicto en Vietnam en París, lo que el ministro de Relaciones Exteriores conmemoró con un discurso en el que criticó la política vietnamita del presidente Ford y dijo que la guerra estadounidense en Vietnam había deshonrado la democracia. Además, afirmó que el régimen militar en Saigón solo se mantenía en el poder gracias al apoyo de EE. UU., y que el papel estadounidense en la guerra de Vietnam era significativo. Este discurso provocó reacciones airadas en EE. UU. y una protesta oficial del embajador estadounidense. En febrero de 1975, visitó Egipto, lo que resultó en la firma de un acuerdo económico y técnico de cinco años. Durante el debate exterior del parlamento en marzo de 1975, defendió los intentos de Saab-Scania de vender el avión de combate Viggen a los países de la OTAN Noruega, Dinamarca, Holanda y Bélgica. Consideró que esto estaba en consonancia con la política exterior no alineada, lo cual fue criticado por el líder del VPK, Lars Werner, como una violación de los principios de la política de neutralidad. En abril de 1975, visitó Israel con el propósito de obtener información sobre la cuestión de Oriente Medio y se reunió con el primer ministro israelí Yitzhak Rabin. Le transmitió “saludos cordiales del pueblo sueco a todos nuestros amigos en Israel”. Le aconsejó a Israel que negociara con la OLP para que abandonaran el terrorismo y se enfocaran en soluciones políticas. Acompañó al rey Carl XVI Gustaf en un viaje a Islandia en junio de 1975, donde el rey devolvió la única hoja manuscrita restante de 700 años de Heimskringla, y visitó Thingvellir y el glaciar Vidsvinafellsjökull. Desde julio hasta principios de agosto de 1975, acompañó al primer ministro Palme a la Conferencia sobre Seguridad Europea en Helsinki, donde se encontraron con el presidente anfitrión Kekkonen. Palme se reunió allí con el secretario de Estado estadounidense Henry Kissinger por primera vez. Cuando Angola se independizó el 11 de noviembre de 1975, anunció que el reconocimiento diplomático se retrasaría hasta que la situación política se estabilizara. También dejó claro que la contribución sueca al MPLA desde 1971 se congelaría temporalmente.

### 1976
En abril de 1976, fue invitado a una cena en Washington D. C., donde el rey, que estaba de visita en EE. UU., era el anfitrión. Entre los demás invitados estaban el vicepresidente Rockefeller y el ministro de Relaciones Exteriores Kissinger, con quien Andersson tuvo reuniones posteriores. En el mismo mes, declaró que la evaluación del gobierno sueco de los resultados de las elecciones en Cisjordania era que la OLP había recibido apoyo. También afirmó que Israel debía retirarse de las áreas ocupadas en 1967 y que esta área podría constituir un Estado palestino si los palestinos así lo deseaban. Cuando Kissinger visitó Estocolmo en mayo de 1976, discutió con Palme y Andersson sobre diversos asuntos de política mundial, donde el secretario de Estado estadounidense consideró que las opiniones suecas y estadounidenses coincidían. El 11 de septiembre de 1976, en el tercer aniversario del golpe militar en Chile, dijo en un discurso ante la Comisión Internacional sobre Chile en Estocolmo que el régimen de Nixon en EE. UU., la CIA y el “capital internacional” tuvieron papeles clave en la caída del régimen de Allende y que el estado de excepción aún persistía y los centros de tortura seguían en funcionamiento. En el mismo mes, después de que se publicaran algunas afirmaciones en la revista Folket i Bild/Kulturfront, admitió que Suecia había pagado 2 millones de coronas al general estadounidense Rockly Triantafellu desde 1970. Este fue señalado en la revista como el “jefe de espías” de la Fuerza Aérea de EE. UU. Este pago era por equipo electrónico acordado. Andersson fue respaldado en su versión por el jefe de las Fuerzas Armadas, el general Stig Synnergren. La revista había afirmado que el pago era por “información secreta y datos”.

### Familia
Andersson era hijo del carpintero Adolf Andersson y de Anna, nacida Edvardsdotter. Se casó el 8 de septiembre de 1934 con Rosa Östberg (1911–1967), que era hija del trabajador municipal Johan Östberg y Amanda, nacida Petersdotter Höglund. Los esposos Andersson están enterrados en el cementerio de Sundbyberg.